# 松竹蒲田撮影所
松竹蒲田撮影所（しょうちくかまたさつえいじょ、1920年6月 正式開業 - 1936年1月15日 閉鎖）は、かつて存在した日本の映画スタジオである。
大正期から戦前期にかけて、松竹キネマの現代劇ならびに旧劇（後に廃止）のスタジオとして稼働。開業当初はハリウッドから技術者を招いたり、スター・システムを導入するなど日本映画黎明期をリードする撮影所となった。城戸四郎が撮影所長になってからは、通称「蒲田調」と呼ばれる作品を連発し、一時代を築いた。また、小津安二郎や成瀬巳喜男、田中絹代、高峰秀子ら多くの名監督・名優を輩出し、国産初の本格的トーキーを生み出したのも同撮影所である。

## データ
- 名称：松竹キネマ合名社蒲田撮影所 ⇒ 松竹キネマ株式会社蒲田撮影所
- 所在地：東京府荏原郡蒲田村大字北蒲田129（現在の東京都大田区蒲田5丁目37）
- 面積：9,000坪 （29,752平方メートル）
- 歴代所長

1. 田口櫻村（1920年 - 1921年）
2. 野村芳亭（1921年 - 1924年）
3. 城戸四郎（1924年 - 1936年）

## 略歴・概要

### 設立まで
1919年（大正8年）3月15日、当時演劇興行会社であった松竹合名会社は、白井信太郎、松居松葉、市川猿之助、山森三九郎、田中良の5氏を欧米劇界の視察に派遣した。同年8月、派遣されたメンバーのうち市川、山森、田中の3氏が帰国したが、残りの白井と松居は、アメリカ合衆国カリフォルニア州にある映画製作・配給会社ユニバーサル社を視察したのち、同年10月末に帰国した。かねてから映画界進出を考えていた社長の大谷竹次郎は、白井、松居の2氏から海外の映画事業の活況を聞き、本格的に映画事業に進出することを決意した。
1920年（大正9年）1月、大谷竹次郎を初め松居松葉、岡鬼太郎、田口櫻村の4氏の協議で映画事業創立の計画が成立され、築地の松竹合名会社本社内に「松竹キネマ合名社創立事務所」を置いて、創立の準備を進めた。因みに、松竹キネマの「キネマ」の名称は、新しい映画を作るイメージから岡が名付けた。同年2月11日、東京市京橋区築地3丁目9番地に「松竹キネマ合名社」を創立して映画製作・配給の開始を発表、新聞紙上に従業員と撮影所用地の募集をした。当時の職制は、社長に大谷竹次郎、副社長に白井信太郎、総務に松居松葉、理事に田口櫻村、吉田克己（評論家）、支配人に玉木長之輔という顔触れだった。
同年3月22日、アメリカ合衆国から技術者を招聘する為、田口櫻村と玉木長之輔を同地に派遣する。セシル・B・デミルの紹介により、カメラマンのヘンリー・小谷を招聘し、他に大道具技師のジョージ・チャプマン（チャップマンとも）、田中欽之の併せて3氏を招き入れることにし、また撮影機材を購入して、田口と玉木は同年6月初旬に帰国した。また、同年4月1日には、木挽町の歌舞伎座の裏手にあった芝居茶屋「梅林」の2階に松竹キネマ俳優学校を開校し、市村座から招聘された小山内薫を同学校の校長に就任させ、映画俳優の養成を行った。同校の卒業生には鈴木伝明、伊藤大輔らがいる。
撮影所用地を巡っては、静岡県沼津市にある千本松原などが候補地に挙がっていたが、本社の築地からも交通が便利だという理由で蒲田に決定し、東京府荏原郡蒲田村（現在の東京都大田区蒲田5丁目）にあった旧中村化學研究所の跡地9,000坪と煉瓦造りの事務所1棟を買収し、グラスステージとダークステージをそれぞれ1棟ずつ建設、松竹キネマ俳優学校も同地に移設した。こうして撮影所は同年6月25日に正式開業、同時に専属俳優の雇入れも行い、岩田祐吉、諸口十九、勝見庸太郎、関根達発、柴田善太郎、大山武、嵐松五郎、川田芳子、三村千代子、花柳はるみ、静香八千代ほか40余名が所属した。
また、同時に新たな職制も発表された。撮影所の職制は以下の通り。
- 撮影所長（本社撮影部長）：田口櫻村
- 撮影総監督：小山内薫
- 撮影所顧問：田中欽之
- 撮影技師長：ヘンリー・小谷
- 撮影監督：仲木貞一、人見直善、村田実
- 撮影事務主任：大久保忠素

- 工務監督：ジョージ・チャプマン
- 俳優監督：六車修[注釈 4]
- 技術部長：玉井昇
- 技術部員：田頭凱夫、水谷文次郎、吉田英男、碧川道夫、宮下吉蔵、荒木越、野村昊
- 美術部長：斎藤佳三[注釈 5]
- 美術部員：安田憲、西田武雄、浅地豊治

同年7月19日、ヘンリー・小谷、田中欽之、ジョージ・チャプマンの3氏が日本に到着し、ハリウッド流の撮影・照明・編集技術を伝えた。碧川道夫の回想によれば、3氏が着任するまでの撮影所は本物の映画製作の術を知らない「半可通の人たちが、製作にかかった」ようなものであったという。同年11月1日、松竹蒲田撮影所設立第一回作品となる短篇映画『島の女』が、イタリア映画の『呪のオシリス』と共に歌舞伎座で上映された。同作は、山崎紫紅の原作を元に、小谷が撮影したもので、クローズアップやカット割りなどの斬新な技法が用いられた。なお、本作はあくまでも歌舞伎座のみの特別上映であった為、一般に出回った実質的な第一回作品は、同じく小谷監督・伊藤大輔脚本・諸口十九主演による『新生』（1920年）となった。
一方、撮影総監督兼俳優学校長を務めていた小山内薫は、芸術性をメインとした『奉仕の薔薇』と、諸口十九・岩田祐吉主演による『光に立つ女』（1920年）を製作したが、「バタ臭い」などの理由で評判があまり良くなく、前者は公開を見送られてしまう。結局、映画界の革新を図った小山内らと商業主義派の映画監督たちとは反りが合わず、同年11月に小山内は新たに設立された松竹キネマ研究所の所長に任命され、同所で映画製作を行うことになった。なお、同研究所は翌年に解散し、小山内を始め所属していた従業員は松竹蒲田撮影所に戻っている。
1921年（大正10年）4月28日、かつて存在した帝国活動写真株式会社を「松竹キネマ株式会社」と改称し、同時に松竹キネマ合名社を吸収合併した。

### 蒲田調の完成
同年4月29日、ヘンリー・小谷監督・脚本・撮影の『虞美人草』が公開された。同作は、新子安の海岸に中国風の大城砦のセットを作り、多くの人数を動員して項羽と劉邦の合戦場面が撮影された。また、主演の栗島すみ子のデビュー作でもあり、この映画のヒットと共に栗島も蒲田を代表するスター女優となった。同作公開後、撮影所長を務めていた田口櫻村が本社の貿易部に引き上げられた為、代わって野村芳亭が監督と兼任で撮影所長に就任した。新派出身の野村は、新派的題材の作品を製作路線とし、これらの作品は大衆に大受けした。この路線変更によってヘンリー・小谷、田中欽之、小山内薫らは松竹キネマを去っている。また、スター第一主義の製作体制を行うため「スター・システム」を導入し、栗島の他、川田芳子、五月信子、柳さく子など多くのスター女優が誕生した。
以降、野村芳亭は同じく映画監督の賀古残夢と共に多くの新派的悲劇映画を製作していたが、何れも伊藤大輔脚本・勝見庸太郎主演で撮った『清水次郎長』（1922年）と『女と海賊』（1923年）では、「新時代劇映画」と銘打って、旧劇映画に新派・新劇出身の現代劇俳優を出演させるなど、従来の歌舞伎調たる旧劇映画とは異なる写実的な「時代劇映画」を製作した。また、池田義信は、後に妻となる栗島すみ子と、岩田祐吉を主演に多くの情話ものを撮り、中でも1923年（大正12年）1月8日に公開された小唄映画『船頭小唄』は流行歌と共に大ヒットを記録した。牛原虚彦は、後に妻となる三村千代子を主演に感傷悲劇を多く撮り、「センチメンタル牛原」と呼称された。島津保次郎は、ゲアハルト・ハウプトマン原作の『線路番テール』を翻案した、関根達発・花川環主演による『山の線路番』（1923年） などの作品を発表し、写実派の映画監督として高く評価された。
1923年（大正12年）9月1日、関東大震災によって撮影所は壊滅。蒲田での製作が困難になったため、同年9月10日、京都府京都市下加茂への移転を決定。松竹下加茂撮影所を新たに建設し、同地に拠点を移した。その為、野村芳亭をはじめ多数の専属スタッフ・俳優は同地へ異動したが、島津保次郎ら少数のスタッフは蒲田に残留した。そこへ代理所長として赴任したのが城戸四郎であった。ほとんどの機能が京都に移転した中、城戸は島津らと共に正邦宏主演『お父さん』（1923年）と、水谷八重子・藤野秀夫主演『蕎麦屋の娘』（1924年）の製作に協力した。翌1924年（大正13年）1月、蒲田での映画製作が本格的に再スタートするが、同年7月に野村が松竹下加茂撮影所の所長に異動（2年後蒲田に復帰）し、これによって大久保忠素、清水宏、河村黎吉、志賀靖郎、柳さく子らが野村と行動を共にした。これにより、城戸は松竹蒲田撮影所の次期所長に就任したのである。
城戸四郎は、従来の新派的な路線や、スター優先の製作体制を排除し、より明朗で健康的な近代的感覚の映画作りを目指した。監督主導の体制を採用し、母性愛を主とした「女性映画」の製作を推進させ、また「青春映画」や「喜劇映画」を路線に加えて、庶民の日常生活から題材を求めた「小市民映画」をスタイルとして確立した。これらは「蒲田調」と呼ばれ、後に大船に撮影所が移転してからも、そのスタイルは引き継がれた。また、城戸はシナリオの重要性に着目し、脚本部を強化した。島津保次郎は、正邦宏・柳さく子主演によるサラリーマン喜劇『日曜日』（1924年）で「蒲田調」の先陣を切り、以降も写実派の映画監督として、水久保澄子主演『嵐の中の処女』（1932年）や、逢初夢子主演『隣の八重ちゃん』（1934年）などを発表。牛原虚彦は、同所の二枚目スター・鈴木傳明とコンビを組み、明朗快活な青春映画を製作して人気を得た。五所平之助は、渡辺篤・八雲恵美子主演『からくり娘』（1926年）や、田中絹代主演『伊豆の踊子』（1933年）、斎藤達雄・吉川満子主演『人生のお荷物』（1935年）などを発表。下加茂から復社した清水宏は、藤井貢・近衛敏明主演による『若旦那』シリーズ（1933年～）などの娯楽映画を撮り、ロケーションを多用した実写的作品で後に評価された。小津安二郎は、岡田時彦・八雲恵美子主演『東京の合唱』（1931年）、斎藤達雄・突貫小僧（青木富夫）主演『大人の見る繪本 生れてはみたけれど』（1932年）などの喜劇作品を撮り、後に松竹蒲田を代表する監督となった。また、いわゆる「ナンセンス喜劇」と呼ばれるスラップスティック・コメディ映画を意識した短編喜劇映画も製作され、斎藤寅次郎らがその分野で活躍した。

### 終焉・その後
1931年（昭和6年）4月、土橋武夫・土橋晴夫兄弟が撮影所内でトーキーの研究に取り組み、五所平之助監督、渡辺篤・田中絹代主演による全編トーキー『マダムと女房』の撮影・製作を開始する。しかし、テスト段階で、撮影所内の騒音が入り込むことが判明し、1ヶ月を費やしてスタジオに防音工事が施された。同年8月1日、同作は無事完成し、帝国劇場で「国産初の本格的トーキー」と銘打って公開され、大ヒットを記録した。なお、1935年（昭和10年）のサイレント映画・サウンド版からトーキーへの完全移行に伴い、古くから町工場の騒音が多かった蒲田では、次第に映画の撮影・製作に支障をきたすようになり、1936年（昭和11年）1月15日、神奈川県鎌倉郡大船町（現在の鎌倉市大船）に新たに開業した松竹大船撮影所（現存せず）に全機能を移転する。これにより、松竹蒲田撮影所は閉鎖となり、高砂香料工業に売却され、約16年の歴史に幕を閉じた。同地で製作した映画は1200本を超える。
現在、松竹蒲田撮影所の跡地には大田区民ホールアプリコが建っており、同館地下1階には撮影所の模型が展示されている他、1階エントランスには撮影所前に架かっていた「松竹橋」の親柱が展示されている。また、同館前には山田洋次監督映画『キネマの天地』（1986年）の撮影で使用された「松竹橋」の親柱と欄干の複製品が設置されている。

## エピソード
1933年（昭和8年）11月、撮影の合間に飯田蝶子、小林十九二、奈良真養、吉川満子らが麻雀に興じて居たところ、火鉢の底が焼けて床板に燃え移りボヤを出す騒ぎとなった。幸いにも大きな火事にはならなかったが、この時の面々は翌1934年（昭和9年）3月、麻雀賭博の容疑で多くの文士らと共に一緒に検挙されている。

## おもな専属スタッフ・俳優
1920年（大正9年）6月に松竹蒲田撮影所の創設から松竹キネマ研究所の設立、関東大震災に伴う一時異動、鈴木傳明らによる松竹蒲田連袂退社を経て、1936年（昭和11年）1月に閉鎖されるまでの時期に所属していた俳優の一覧である（50音順）。

### 映画監督
池田義信、牛原虚彦、大久保忠素、小山内薫（脱退）、小津安二郎、賀古残夢、五所平之助、ヘンリー・小谷（脱退）、斎藤寅次郎、佐々木恒次郎、重宗務、島津保次郎、清水宏、蔦見丈夫、豊田四郎、成瀬巳喜男、野村浩将、野村芳亭、村田実

### 脚本家
荒牧芳郎、池田忠雄、伊藤大輔、稲津廷一、小田喬、北村小松、野田高梧、伏見晁、古田弘隆、松崎省策、水島あやめ、村上徳三郎、柳井隆雄、吉田百助

### 企画
加藤四郎、畑耕一、野口鶴吉、斎藤保之

### 撮影技師
猪飼助太郎、小田浜太郎、小原譲治、桑原昴、佐々木太郎、茂原英雄、長井信一、野村昊、浜村義康、三浦光男、水谷文二郎、碧川道夫

### その他
水谷浩（舞台設計）、脇田世根一（舞台設計）、田邊憲治（照明技師）、吉村公三郎（監督助手）、増谷麟（現像技師）

### 男優
新井淳、石山龍嗣、磯野秋雄、一木突破、井上正夫、今尾外宮、岩田祐吉、牛田宏、江川宇禮雄、大國一郎、大山健二、岡田宗太郎、岡田時彦、荻野貞行、小倉繁、押本映治、大日方傳、勝見庸太郎、河村黎吉、河原侃二、木村健兒、國島莊一、兒島三郎、小林十九二、小村新一郎、齋藤達雄、堺一二、酒井啓之輔、坂本武、志賀靖郎、島田嘉七、清水一郎、鈴木傳明、關時男、關根達發、高田稔、武田春郎、田中正春、谷麗光、月田一郎、土屋四郎、戸田辨流、仲英之助、長尾寬、中濱一三、奈良眞養、野寺正一、土方勝三郎、日守新一、藤野秀夫、星光、正邦宏、水島亮太郎、三田英兒、宮島健一、諸口十九、山内光、山本冬郷、結城一朗、横尾泥海男、吉川英蘭、吉谷久雄、吉村秀也、笠智衆、若林廣雄、渡邊篤

### 女優
青山萬里子、東榮子、飯田蝶子、飯塚敏子、石河薰、出雲八重子、糸川京子、井上雪子、及川道子、岡村文子、葛城文子、川崎弘子、川田芳子、栗島すみ子、雲井鶴子、五月信子、鈴木歌子、高松榮子、龍田静枝、伊達里子、田中絹代、谷崎龍子、筑波雪子、坪内美子、浪花友子、花岡菊子、英百合子、林千歳、光喜三子、日夏百合繪、兵藤靜枝、二葉かほる、松井潤子、松井千枝子、御子柴初子、水久保澄子、三村千代子、八雲惠美子、柳さく子、山縣直代、吉川滿子、若葉信子、若美多喜子、若水絹子

### 子役
アメリカ小僧、加藤清一、久保田久雄、小藤田正一、菅原秀雄、突貫小僧、爆弾小僧、半田日出丸
市村美津子、小桜葉子、高尾光子、高峰秀子、藤田房子、藤田陽子、松園延子

## 註